# Купавинская текстильная компания
Купавинская текстильная компания — старейшее предприятие текстильной промышленности России, расположенное в Старой Купавне, Московская область. Ранее на протяжении нескольких столетий носило название «Купавинская суконная фабрика» (также известна как «Купавинская тонкосуконная фабрика»).
Была создана с тремя подсобными суконными фабриками в Московской губернии (в том числе Архангельская), оснащёнными «на широкую ногу»: с паровой машиной, а для оборудования фабрики были приглашены иностранные инженеры. Стоит также выделить документ «Положение» о Купавинской фабрике, утверждённый Александром I в 1803 году и впервые в России вводивший социальные гарантии для фабричного населения. Князь Н. Б. Юсупов владел фабрикой с 1803 по 1834 год. Купавинские шёлковые ткани были использованы в отделке помещений имения князя Архангельское и для костюмов юсуповского театра.
Одно из самых крупных в России предприятий по выпуску чистошерстяных тонкосуконных тканей. Её продукция составляет 25 % от объёма выпуска чистошерстяных тонкосуконных тканей в России и 54 % в Московской области.

## История

### Российская империя

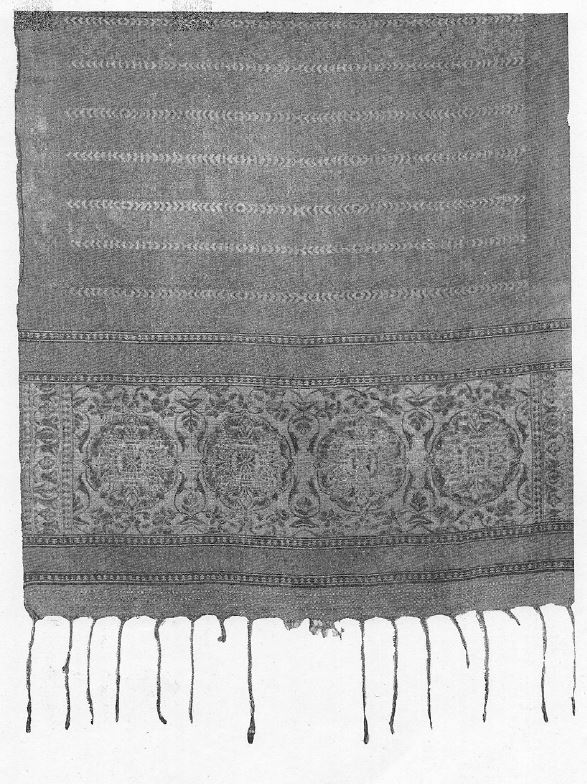
Шёлковый пояс мануфактуры Д. Я. Земского. Пояс № 127-27253 из собрания ГИМ

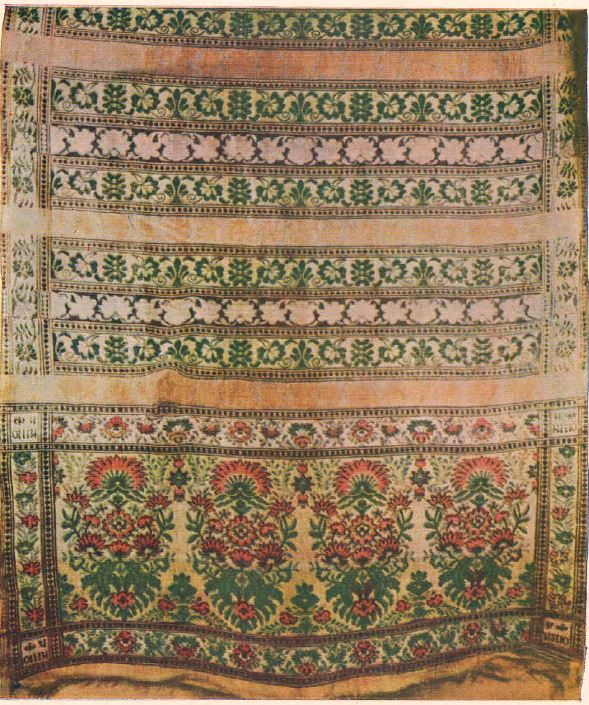
Шелковый пояс, сотканый на фабрике во время управления князя Юсупова. Пояс № 83/42269 из собрания ГИМ

В 1745 году московский купец I гильдии Данила Яковлевич Земский приобрёл подмосковное село Купавна у Аникиты Ивановича Репнина с деревнями, в 30 вёрст от Москвы, где учредил шёлковоткацкую мануфактуру, состоящую из 180 станов, перебросив из столицы большую часть оборудования и приписных крестьян.
С 1784 по 1789 год фабрика принадлежала светлейшему князю Григорию Александровичу Потёмкину, затем до 1803 года находилась в казне. В декабре 1803 года с разрешения императора Александра I фабрика перешла в наследственное владение князя Николая Борисовича Юсупова, поставившего целью «усилить и довести её до самого лучшего её совершенства, дабы со временем делаемые на ней товары нимало не уступали иностранным». В то время руками крепостных рабочих создавались декоративные шёлковые ткани, атласы, кружева, платки, особенно славились бархаты.
20 декабря 1819 года Комитет министров разрешил князю Н. Б. Юсупову «обратить половинное число станков Купавинской фабрики на сукноделие». В 1823 году указом предписывалось сдавать в казну для армии с Купавинской фабрики по 50 тысяч аршин сукна в год. В 1834 году Юсуповы продали фабрику московским купцам 1-й гильдии Петру и Илье Бабкиным, знатокам тканей, которые наладили производство тонких качественных сукон. В 1842 году выпуск шёлковых тканей был прекращён.
Купавские ткани продавались не только на внутреннем рынке России, но и экспортировались в Китай. В 1875 году было основано паевое Товарищество Купавинской суконной фабрики братьев Бабкиных с капиталом в 500 тысяч рублей.
В 1892 году торгово-промышленное предприятие «К. К. Бакланова — сыновья», имеющее шерстомойное заведение в Курской и Пензенской губерниях, вошло в Товарищество. Капитал этого предприятия вырос до 2 миллионов рублей.
В конце XIX — начале XX веков на фабрике трудилось более 1200 рабочих. Вырабатывали безворсные, мезерецкие, картузные, гвардейские, городские нескольких сортов, драдедам, фланели, байки, бильярдные и другие ткани. Значительная часть тканей поставлялась в военное ведомство. Только в августе 1914 года был заключён контракт на снабжение 220 000 аршинмундирным защитным сукном тёмно-зелёного цветов.

### Советское время
В марте 1919 года фабрика была национализирована. В отличие от многих текстильных предприятий 1920-х годов Купавинская фабрика не стояла на месте и производила ткани для Красной армии и населения. Свой современный вид фабрика приобрела после реконструкции 1925—1927 годов, когда вместо отдельных корпусов был создан единый производственный корпус. В довоенные годы фабрика представляла собой сложное хозяйство, включавшее прядильное, ткацкое и отделочное производства.

#### Годы Великой Отечественной войны
22 июня 1941 года директор фабрики Алексей Захарович Шумаров издал приказ, в котором чётко указывалось, кто и что должен делать в условия военного времени. Были определены меры и средства развёртывания сил ПВО, создан штаб, вывешены на видных местах и выданы на руки инструкции, которые определяли действия рабочих фабрики по сигналу воздушной тревоги и во время налёта. Особая ответственность возлагалась на начальников цехов и отделов за светомаскировку.
В годы Великой Отечественной войны купавинцы шили пальто, ткани для брюк, кителей, головных уборов, техническое сукно, сукно для погонов, для Советской армии. Первая группа купавинцев ушла на фронт уже на второй день войны. Всего в Красную армию было призвано 500 человек, каждый десятый из которых был добровольцем. На войне погибло или пропало без вести 250 купавинцев.
На территории фабрики и жилого микрорайона были вырыты гнёзда, заклеены окна, в производственных корпусах покрашены оконные стекла для устранения слепящего эффекта. Пожарные части получили специальные перчатки и капюшоны, их обеспечили песком, переносными деревянными лестницами и лестницами для чердаков. С начала сентября 1941 года весь личный состав пожарной части и вооружённой охраны был переведён в казармы. В середине сентября рабочим, инженерно-техническим работникам и служащим были выданы хлебные, продовольственные и промтоварные карточки. Питание по этим картам было организовано в производственной столовой.
Эвакуация, возвращение оборудования и восстановление предприятия на полную производственную мощность является особой вехой в истории предприятия. За месяц с 23 октября по 30 ноября было демонтировано все технологическое и электрооборудование, системы освещения и отопления, создано четыре эшелона с оборудованием и один эшелон с людьми. В каждом эшелоне находилось оборудование с полной технологической цепочкой: прядение, ткачество и отделка. То есть любой эшелон, достигший пункта назначения (Омск), мог сразу приступить к производству ткани. К каждому эшелону была приставлена группа рабочих и специалистов для монтажа оборудования. Начальниками эшелонов были К. К. Нижегородов, С. Б. Фрейдинова, А. И. Бубнов, Н. Ф. Михайлов, Л. М. Фуфаев.
Отмечается, что работники фабрики проявляли аккуратность в проведении демонтажа и упаковки машин, станков, вспомогательных материалов: каждая деталь смазывалась, мелкие детали тщательно упаковывались. Разбирали всё вплоть до винта до гвоздя и лампочки. В казарме находилась группа инженерно-технических работников, руководивших демонтажем и погрузкой в эшелоны. Последний эшелон был отправлен 2 декабря. К середине декабря они достигли города Горького (ныне Нижний Новгород). Разгром войск Нацистской Германии под Москвой позволил принять решение о возвращении эшелонов в Купавну.
С января 1942 года началось возрождение завода. К 15 января были восстановлены системы отопления, освещения, водопровода и паропровода, в цехах размещено оборудование, моторы, трансмиссии, пусковая аппаратура. 20 января были введены в эксплуатацию первые 20 ткацких станков типа «Шенгер», заполненных техническим сукном, идущим на артиллерийские снаряды. С начала марта фабрика уже работала на полную мощность. Первая военная зима была отмечена как очень суровая, и поэтому монтажникам, женщинам и специалистам, оставленным по брони, приходилось разводить в цехах костры, пока не заработала система отопления.
Объёмы производства тканей купавинские текстильщики в 1942 году составляли 1907 тыс. м, в 1943 году — 1934 тыс., в 1944 году — 2626 тыс., в 1945 году — 2991 тыс. м. Весь монтаж оборудования производил народный комиссар текстильной промышленности Алексей Николаевич Косыгин. Когда монтаж был завершён и состоялось пленарное заседание, Косыгин тепло поблагодарил коллектив купавинцев, добившийся трудового успеха. Большая группа рабочих и специалистов была награждена орденами и медалями СССР, в том числе сменные мастера ткацкого цеха П. Ф. Хрусталёв, Г. Г. Петров, помощник мастера Н. И. Максимова.
В связи с мобилизацией мужчин в первый военный месяц встала проблема подготовки личного состава. Сразу были организованы женщины мужских профессий (помощник мастера, слесарь, электрик и прочие) выполняли работу ежедневно по 3 часа после основной работы в течение полугода.
По воспоминаниям занимавшейся кадрами с военных лет и до ухода на пенсию Елены Михайловной Уткиной, только за один 1942 год было подготовлено из подростков 256 рабочих разных профессий.

#### Послевоенное время
С 1944 по 1986 год фабрикой руководил Герой Социалистического Труда Виктор Дмитриевич Ерофеев. В 1944 году, когда В. Д. Ерофеев возглавил фабрику, была установлена связь с детскими домами, куда была привезена большая группа девочек-сирот. Их нужно было обучать профессиям и давать образование, которое они не могли получить в военное время. Для этого была учреждена вечерняя школа рабочей молодёжи, начал работать филиал Московского текстильного техникума.
После войны подготовка специалистов была организована в Заочном институте текстильной и лёгкой промышленности. Со временем почти все руководящие должности заняли бывшие заводские рабочие, получившие на фабрике образование: Р. Г. Фрадкин, А. С. Храпова, М. Г. Коротков, А. П. Короткова, Н. С. Афанасьева, В. М. Черепанов, М. И. Рожнёва.
С 1958 года ассортимент тканей для населения постепенно расширялся. Новый товарный знак был утверждён в 1973 году.
В 1986 году на пенсию ушёл глава предприятия В. Д. Ерофеев. Фабрику возглавил Иван Михайлович Симак, который к тому времени проработал здесь на различных инженерных должностях более 17 лет.

### Постсоветский период
В 1992 году предприятие было преобразовано в акционерное общество закрытого типа "Текстильная фирма «Купавна». С 1999 года на предприятии внедрялась система качества, соответствующая требованиям международных стандартов серии ISO 9000.
В декабре 1999 года исполнилось 180 лет с начала суконного производства на фабрике. Текущее название предприятия — Купавинская текстильная компания (ЗАО «Текстильная фирма „Купавна“»).

## Награды фабрики и её участников
В 1942—1943 годах коллектив Купавинской тонкосуконной фабрики трижды награждался переходящим Красным знаменем народного комиссариата текстильной промышленности и ВЦСПС. Также неоднократно за годы войны он завоёвывал переходящее Красное знамя Государственного комитета обороны.
В 1942 году в Москве и Московской области был объявлен ежемесячный конкурс поммастеров текстильной промышленности. Неоднократными победителями этого конкурса были помощники мастера фабрики К. В. Артемьев, И. П. Ходоров и другие.
Пример трудового героизма, нашедшего многих последователей, дали сёстры Мишины — прядильщик Анна Петровна и ткачиха Мария Петровна. Они стали работать под девизом: «Одну норму за себя, другую — за ушедшего на фронт». Этот почин подхватили 29 комсомольско-молодёжных бригад. За героический труд сестёр Мишиных, Анну и Марию, наградили медалями «За трудовое отличие», их имена занесли в Книгу почёта ЦК ВЛКСМ.
Государственными наградами удостоены многие рабочие и инженерно-технические работники за достижение высоких производственных показателей. Среди них помощник мастера А. Д. Сухов и мастер Г. Г. Петров, награждённые орденами Трудового Красного Знамени, сменный мастер П. Ф. Хрусталёв, главный инженер Л. А. Лувишис, заместитель директора по быту А. Н. Чурбанова, удостоенные ордена «Знак Почёта». В 1950 году ткачиха Мария Рожнёва и прядильщица Лидия Кононенко были удостоены Сталинской премии третьей степени.
В 1961 году фабрике было присвоено звание «Предприятие коммунистического труда». В 1966 году за досрочное выполнение семилетнего плана, перестройку на производство высококачественных шерстяных тканей и широкое внедрение механизации тяжёлых и трудоёмких работ Купавинская тонкосуконная фабрика была удостоена высшей государственной награды — ордена Ленина.
В 1991 году Международный Секретариат Шерсти присвоил тканям Купавской фабрики тонких тканей знак «Вулмарк» — международный знак качества шерстяных изделий.